# Orthosia junctus
Orthosia junctus là một loài bướm đêm trong họ Noctuidae.